# Halicometes
Halicometes is een geslacht van sponzen uit de klasse van de gewone sponzen (Demospongiae). 

## Soorten
- Halicometes cometes (Schmidt, 1879)
- Halicometes elongata Boury-Esnault, Pansini & Uriz, 1994
- Halicometes hooperi Lévi, 1993
- Halicometes koreana (Rho & Sim, 1979)
- Halicometes minuta Sarà & Rosa-Barbosa, 1995
- Halicometes pediculata (Lévi, 1964)
- Halicometes stellata (Schmidt, 1870)
- Halicometes stonei Sarà & Bavestrello, 1996
- Halicometes thyris (de Laubenfels, 1934)